# سازمان پژوهش و نوآوری دفاعی
سازمان پژوهش و نوآوری دفاعی (اختصاری سپند) سازمانی دولتی است که زیرمجموعهٔ وزارت دفاع و پشتیبانی نیروهای مسلح است. ریاست این سازمان برعهده محسن فخری‌زاده تا پیش از ترور وی بود. بر اساس ادعای مقامات اسرائیل و مقامات سازمان‌های اطلاعاتی آمریکا، وظیفهٔ این سازمان، تحقیقات برای توسعهٔ جنگ‌افزارهای هسته‌ای است. این سازمان تحت تحریم‌های وزارت امور خارجه ایالات متحده آمریکا و وزارت خزانه‌داری ایالات متحده آمریکا قرار دارد. بنابر گفته رسانه‌های ایرانی، این سازمان نسخه ایرانی سازمان دارپا در ایالات متحده است. هم‌اکنون سرتیپ پاسدار رضا مظفری‌نیا ریاست این سازمان را برعهده دارد.

## گزارش سازمان مجاهدین
سازمان مجاهدین خلق ایران در مهرماه سال ۱۳۹۳ در مورد «سازمان پژوهش‌های نوین دفاعی» گفته بود، سپند «وابسته به وزارت دفاع است و بر کلیه بخش‌های طراحی و عملیاتی کردن وجوه نظامی اتمی حکومت ایران نظارت دارد.».
روز ۲۵ مهرماه ۱۳۹۹، شورای ملی مقاومت ایران، وابسته به سازمان مجاهدین خلق، در یک کنفرانس مطبوعاتی در واشینگتن از فعالیت دو سایت هسته‌ای ایران در شرق تهران و شهر آباده فارس برای «تولید سلاح اتمی» خبر داد. علیرضا جعفرزاده، از اعضای شورای ملی مقاومت، با نشان دادن تصاویر ماهواره‌ای گفت که ساخت تأسیسات سرخه حصار در شرق تهران از سال ۲۰۱۲ آغاز شده و بخشی از فعالیت‌های سازمان «پژوهش‌های نوین دفاعی» از سال ۲۰۱۷ به آن منتقل شده‌است. وی اضافه کرد که مرکز سرخه حصار تهران در اختیار «سازمان پژوهش‌های نوین دفاعی» موسوم به «سپند» است و محسن فخری‌زاده مهابادی مسئولیت این سازمان را به عهده داشت . محسن فخری‌زاده فیزیک‌دان هسته‌ای اهل ایران بود. او معاون وزیر دفاع جمهوری اسلامی ایران و سردار سپاه پاسداران انقلاب اسلامی بود و یکی از شخصیت‌های اصلی برنامه هسته‌ای ایران محسوب می‌شود. محسن فخری زاده  در آذر ۱۳۹۹ به‌وسیلهٔ دولت اسرائیل در آبسرد با استفاده از اسلحهٔ ماهواره‌ای خودگردان ترور شد.
سازمان مجاهدین خلق،  همچنین به سایت دیگری به نام مریوان در نزدیکی شهر آباده در استان فارس اشاره کرده که به گفته او در سال گذشته میلادی به دلیل نگرانی از تأیید آثار آزمایش‌های مرتبط با تولید سلاح هسته‌ای تخریب شده‌است. براساس این گزارش این سایت و منطقه اطراف آن در اختیار سپاه پاسداران است.